# Baxoi
Baxoi, (chữ Tạng: དཔའ་ཤོད་རྫོང་; Wylie: dpa' shod rdzong; ZWPY: Baxoi Zong; tiếng Trung: 八宿县; bính âm: Bāsù Xiàn, Hán Việt: Bát Túc huyện) là một huyện của địa khu Qamdo (Xương Đô), khu tự trị Tây Tạng, Trung Quốc. Trên địa bàn huyện có Tu viện Pomda.

### Trấn
- Bạch Mã (白玛镇)
- Nhiên Ô (然乌镇)
- Bang Đạt (帮达镇)
- Đồng Khải (同卡镇0

### Hương
| - Lâm Khải (林卡乡) - Hạ Lý (夏里乡) - Ủng Ba (拥巴乡) - Ngõa (瓦乡) - Cát Đạt (吉达乡0 | - Khải Ngõa Bạch Khánh (卡瓦白庆乡) - Cát Trung (吉中乡) - Ích Khánh (益庆乡) - Lạp Căn (拉根乡) - Quách Khánh (郭庆乡) |